# Amphorophora yomenae
Amphorophora yomenae är en insektsart. Amphorophora yomenae ingår i släktet Amphorophora och familjen långrörsbladlöss. Inga underarter finns listade i Catalogue of Life.